# Lavash

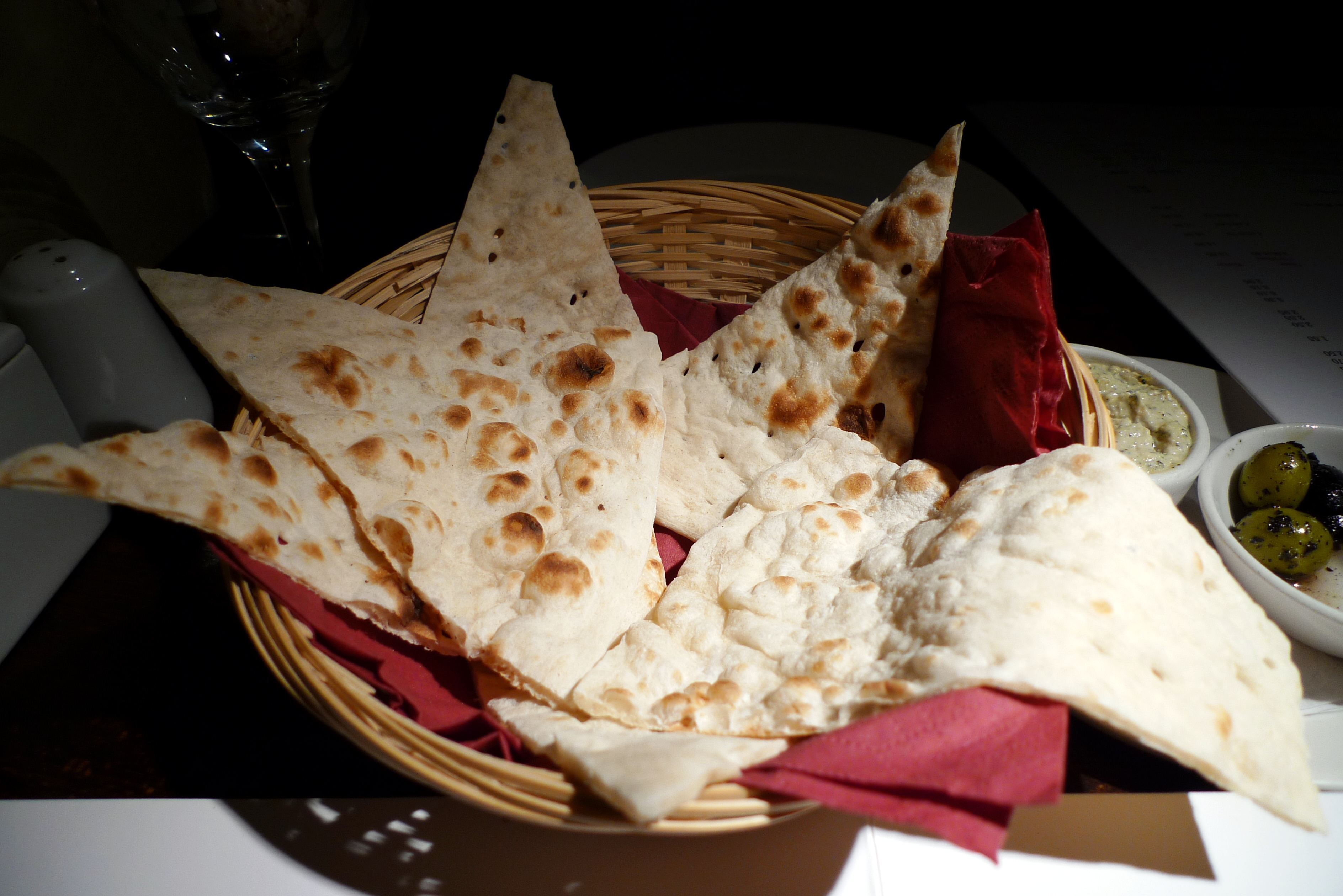
Lavash

Lavash (Armeens: լավաշ, Azerbeidzjaans: lavaş, Perzisch: ﻟﻮﺍﺶ, Turks: lavaş ) is een dun, plat, flexibel en zacht brood dat oorspronkelijk uit Armenië komt. Lavash wordt reeds eeuwen gegeten in Armenië, Turkije, Georgië en Iran, maar is tegenwoordig in veel landen verkrijgbaar.
Het wordt gemaakt met meel, gist, water en zout. De dikte van het brood wordt bepaald door het uitrollen, traditioneel wordt het deeg voor lavash opgerold en platgeslagen tegen de hete wand van een houtoven of een tandoor. Deze manier van bakken wordt nog altijd gebruikt in Iran, Afghanistan, Azerbeidzjan, Armenië, Georgië en de Verenigde Staten. Het deeg wordt soms voor het bakken besprenkeld met sesamzaad en/of maanzaad.
Lavash wordt meestal vers gegeten, maar soms ook in gedroogde vorm. Het bevat geen conserveringsmiddelen. Desondanks is het bij kamertemperatuur tot een week houdbaar, gekoeld een aantal weken en ingevroren enkele maanden. Vroeger bakte men vóór de winter lavash-brood en legde het in kelders te drogen. Het brood bleef zo lang houdbaar. Vóór gebruik besprenkelde men het met een beetje water zodat het weer zacht werd.
Dit platte brood heeft verschillende namen :
- mankoush of mannaeesh in Libanon
- lavash in Iran
- khoubiz of khoubz in Arabische landen (ook Noord-Afrika)
- lavaş in Turkije